# Битва при Салле
Битва при Салле (фин. Sallan taistelut) — боевые действия между советскими и финскими войсками на территории волости Салла в ходе Советско-финской войны 1939—1940 годов. Столкновение было вызвано наступлением советской 122-й стрелковой дивизии 9-й армии на кандалакшском направлении. Хотя наступление дивизии и не достигло цели, она оказалась единственным соединением 9-й армии, которое в ходе этой войны смогло избежать окружения и тяжёлых потерь.

## Силы сторон
С 30 ноября 1939 года и до середины декабря, когда финнами была сформирована Лапландская группа войск, советской 9-й армии на 400-километровом фронте противостояли всего 5 финских батальонов, применявших тактику манёвренной обороны.
Вошедшая в состав 9-й армии 122-я стрелковая дивизия была переброшена в район Кандалакши перед самой войной из Белоруссии. Её правый фланг отстоял от частей 14-й армии почти на 250 км, левый фланг отстоял почти на 250 км от частей ухтинской группировки 9-й армии.
122-я стрелковая дивизия назначалась для наступления в полосе Алакуртти, Салла, впоследствии ей предписывалось наступать вдоль железной дороги на Кеми, Торнио, где она должна была соединиться с войсками 14 армии.

## Советское наступление

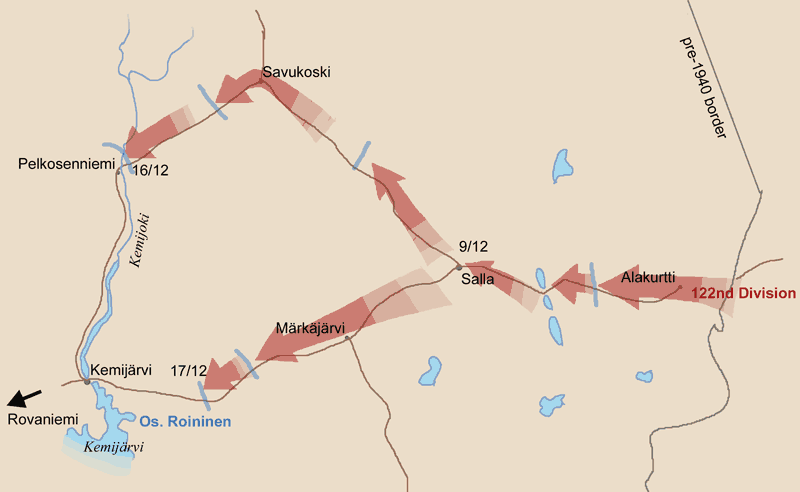
Советское наступление в первой половине декабря

### Бои у посёлка Алакуртти
30 ноября 1939 года в 15 часов 596-й стрелковый полк и приданный дивизии 273-й горнострелковый полк почти без сопротивления заняли посёлок Алакуртти, который финны сожгли при отходе. Следующие сутки прошли без боёв — финны отходили, минируя за собой дороги.
2 декабря шедший в головной заставе 1-й батальон 596-го полка и кавалерийский эскадрон 153-го разведывательного батальона при подходе к высотам в 26 км западнее Алакуртти были встречены пулемётным и миномётным огнём с хорошо замаскированных позиций финского 22-го пограничного батальона. Несмотря на незначительные потери, кавалеристы спешились, оставив лошадей под огнём; подразделения развернулись и залегли. Через некоторое время подошли два батальона 596-го полка и 273-й полк, а также полковая артиллерия. Вторая атака в 16 часов 3 декабря вынудила противника оставить высоты. В финских окопах было обнаружено 10 трупов, ещё 3 финна было захвачено в плен. Потери частей дивизии составили 24 человека убитыми и 89 ранеными.

### Бой за деревню Мяркяярви
11 декабря финны попытались оказать сопротивление у деревни Мяркяярви. Однако они успели только отрыть ячейки для стрельбы лёжа, и не смогли сменить понёсший большие потери Салльский батальон на прибывший из резерва батальон «А», а также почему-то не уничтожили мост. В результате два танка советского 100-го отдельного танкового батальона успели проскочить по мосту, прорвались в тыл противника и разгромили его обозы. Финны поспешили отступить, не успев сжечь деревню. В качестве трофеев советским войскам достались 8 пулемётов.

### Бои 14 декабря
14 декабря передовой батальон 420-го стрелкового полка с ротой танкового батальона занял посёлок Курсу. В тот же день в 20 часов финские лыжные подразделения, обойдя фланги передового батальона, атаковали полковую артиллерию и батарею 285-го артиллерийского полка. Артиллеристы были вынуждены вести огонь картечью и даже из личного оружия; было убито много лошадей, но сами орудия почти не пострадали. На помощь к артиллеристам прибыл 20-й батальон 420-го полка, после чего финны отступили.
В тот же день 596-й стрелковый полк при поддержке 9-го отдельного танкового батальона попытался овладеть высотами на дороге в 69 км западнее Куолоярви. Атака сорвалась, а финны из противотанковых орудий уничтожили три советских танка.

### Боевые действия 16-19 декабря
К вечеру 16 декабря 420-й стрелковый полк вышел на восточную окраину посёлка Иоутсиярви. 17 декабря он атаковал позиции финнов, но неудачно. В тот же день к фронту подошли 175-й стрелковый полк и сапёрный батальон 122-й дивизии. Тем временем 273-й горнострелковый полк совместно с 153-м разведывательным батальоном и ротой 596-го стрелкового полка овладели переправой через реку Кемийоки в районе деревни Пелкосниеми, потеряв при этом 20 человек убитыми и 46 — ранеными, а также три танка Т-38.
18 декабря 420-й стрелковый полк с батальоном 715-го стрелкового полка вновь безуспешно наступал на позиции противника. Батальон 715-го полка потерял связь с главными силами, подвергся контратаке противника и понёс большие потери, командир и комиссар батальона были ранены. В результате неудачи соседа 420-й полк пришлось отвести на 2 км в тыл.

## Финские контратаки

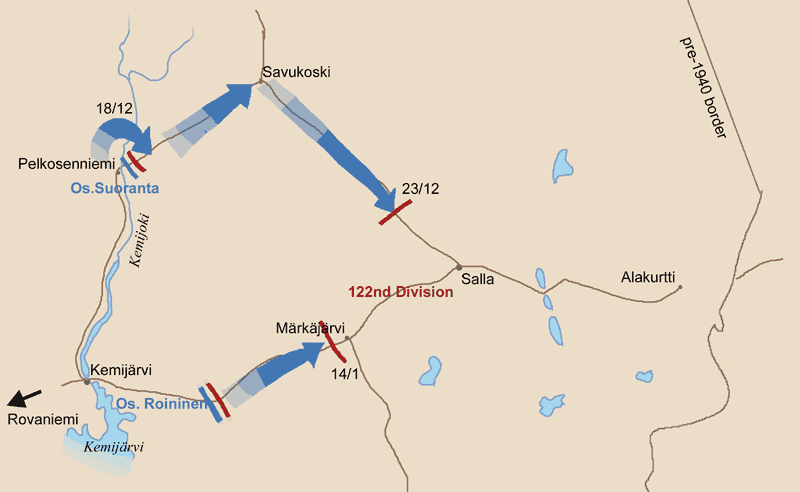
Финские контратаки и отход советских войск во второй половине декабря — начале января

19 декабря финны контратаковали части 122-й стрелковой дивизии, переправившиеся через Кемийоки, и советские войска отступили на 14 км к северу; их потери составили 27 человек убитыми и 73 ранеными.
В тот же день два батальона 596-го стрелкового полка и 715-й стрелковый полк вновь атаковали четыре финских батальона, занявших позиции под Иоутсиярви. 715-й полк безуспешно наступал с фронта; в это время один батальон 596-го полка вышел на северную окраину посёлка, а второй фланговым манёвром — на вторую полосу неприятельской обороны, но вместо того, чтобы ударить в тыл противнику, его командир стал выжидать выгодный момент для удара по отходящей коннице. В результате финны, отбив наступление с фронта, контратаковали и окружили батальон; прорываясь к своим, батальон понёс большие потери в живой силе и бросил все свои станковые пулемёты. После этого командование 9-й армии отдало приказ сконцентрировать части дивизии северо-западнее и юго-западнее Куолоярви.
3 января 1940 года финские части попытались овладеть советскими артиллерийскими позициями, но были отбиты. 4 января финны повторили попытку, но результат был тот же самый.
13 января 122-я дивизия получила приказ об отходе в район Мяркяярви. После этого активные действия на данном участке фронта прекратились.